# Драганюк Кирило Олексійович
Кирило Олексійович Драганюк (27 квітня 1931, село Подойма, тепер Кам'янського району, Молдова — 3 червня 2004, місто Кишинів, Молдова) — молдавський радянський діяч, міністр охорони здоров'я Молдавської РСР. Член Ревізійної комісії КП Молдавії в 1976—1981 роках. Член ЦК КП Молдавії в 1981—1990 роках. Депутат Верховної Ради Молдавської РСР 9—11-го скликань. Депутат Верховної Ради СРСР 8-го скликання. Доктор медичних наук (1980). Герой Соціалістичної Праці (4.02.1969).

## Біографія
Народився в селянській родині. У вісім років втратив матір, під час німецько-радянської війни жив на території, окупованій румунськими військами. З 1944 року працював на колгоспних полях. 1950 року закінчив середню школу в селі Сенетеука Вертюжанського району Молдавської РСР.
У 1956 році закінчив Кишинівський державний медичний інститут.
У 1956—1957 роках — дільничний лікар-фтизіатр, у 1957—1958 роках — головний лікар Скулянської сільської дільничної лікарні Фалештського району Молдавської РСР.
У 1958—1972 роках — головний лікар республіканського туберкульозного санаторію «Ворнічени» в селі Кодри Каларашського (нині Страшенського) району Молдавської РСР.
Член КПРС з 1960 до 1991 року.
Указом Президії Верховної Ради СРСР від 4 лютого 1969 року за великі заслуги в галузі охорони здоров'я радянського народу Кирилу Драганюку присвоєно звання Героя Соціалістичної Праці з врученням ордена Леніна та Золотої медалі «Серп і Молот».
У 1972—1974 роках — директор Молдавського науково-дослідного інституту туберкульозу.
18 червня 1974 — 28 лютого 1990 року — міністр охорони здоров'я Молдавської РСР.
У 1990—2004 роках — головний лікар Республіканського центру медичної діагностики в місті Кишиневі.
Автор понад 80 наукових праць, присвячених лікуванню легеневого туберкульозу.
Помер 3 червня 2004 року в місті Кишиневі. Похований на Вірменському цвинтарі Кишинева.
На честь лікаря, вченого та організатора охорони здоров'я у 2004 році було названо головну фтизіатричну установу Молдови — медико-санітарну публічну установу «Інститут фтизіопульмонології Кирило Драганюк». У 2016 році, до 85-річчя від дня народження Кирила Драганюка, було встановлено меморіальну дошку на будинку на вулиці Сергія Лазо, де він жив.

## Нагороди
- Герой Соціалістичної Праці (4.02.1969)
- орден Леніна (4.02.1969)
- орден Трудового Червоного Прапора (20.08.1986)
- медаль «За доблесну працю у Великій Вітчизняній війні 1941—1945 рр.» (1945)
- медаль «За трудову доблесть»
- медалі
- Заслужений лікар Молдавської РСР (1968)
- Відмінник охорони здоров'я СРСР (1959)